# Байжаркинов, Борис Нурдаулетович
Бори́с Нурдауле́тович Байжарки́нов (каз. Борис Нұрдәулетұлы Байжарқынов; 2 ноября 1937, Мугалжарский район, Актюбинская область — 9 января 2025, Актобе) — казахстанский предприниматель, директор благотворительного фонда «Мечеть „Нурдаулет“», почётный гражданин Актобе.

## Биография
Борис Байжаркинов родился 2 ноября 1937 года в Мугалжарском районе Актюбинской области. После начала Великой Отечественной войны его отец Нурдаулет Байжаркинов был призван в Красную армию и служил на Кавказском фронте миномётчиком. В 1942 году его супруга Закия получила от него последнее письмо. Где покоится его тело, неизвестно до сих пор.
Вскоре после смерти отца семья Байжаркиновых переехала в районный центр Джурун, где впоследствии от болезней скончались младший брат и сестра Бориса, и он остался единственным ребёнком в семье.
В 1957 году он окончил десятилетнюю школу. В 1961 женился на Манзапе Амировне. Затем, несмотря на беременность жены, был призван в армию, где был определён в специальную роту охраны при Академии генштаба имени Михаила Васильевича Фрунзе. Вероятно, этому поспособствовал тот факт, что до призыва он уже был кандидатом в члены КПСС.
После возвращения из армии в январе 1964 года, Борис Байжаркинов устроился работать дежурным по станции на 49-м разъезде, между городом Октябрьск и райцентром Джурун.
После образования Мугалжарского района, Борис Байжаркинов стал инструктором в отделе транспорта и промышленности и его семья переехала в Эмбу, где они прожили около 30 лет. Он принимал участие в строительстве Мугалжарского щебёночного завода (сейчас АО «Коктас»), золотого рудника «Юбилейный».
В 1999 году к 130-летнему юбилею города Актобе, строительной компанией Байжаркиновых была построена мечеть Нурдаулет, которая была названа в честь отца Бориса Байжаркинова — Нурдаулета.
В 2002 году Борисом Байжаркиновым был построен монумент «Шаңырақ бесік» на т. н. «Горе любви» и подарен городу Актобе.
В 2008 году решением областного маслихата Актюбинской области № 93 от 18 июня Борису Байжаркинову было присвоено звание «Почетный гражданин Актюбинской области». Причинами награждения были названы «заслуги и значительный вклад в социально-экономическое и культурное развитие области, пропаганду казахстанского патриотизма».
В 2012 году Борис Байжаркинов стал лауреатом премии «Алтын журек» в номинации «Меценат года».
Скончался 9 января 2025 года в возрасте 87 лет.

## Семья
Супруга
- Манзапа Амировна Байжаркинова — руководитель компании «Нурдаулет-Актобе»[7].

Дети
- Ербол Борисович Байжаркинов — президент компании «Нурдаулет-Актобе»[7].
- Бекбол Борисович Байжаркинов.
- Гульмира Борисовна Байжаркинова.